# MAXXI
MAXXI (skr. za tal. Museo nazionale delle arti del XXI secolo; hr.: Nacionalni muzej umjetnosti 21. stoljeća) je talijanski državni muzej za suvremenu umjetnost i arhitekturu, smješten u gradskoj četvrti Flaminio u Rimu.

## Odlike
Talijansko ministarstvo kulture odlučilo je 1998. osnovati nacionalni muzej za suvremenu umjetnost arhitekturu na mjestu bivše vojarne Caserma Montello u Rimu. U natjecanju za izgradnju zgrade pobijedila je iračko-engleska arhitektica Zaha Hadid koja je izvorno predložila izgradnju pet objekata od kojih je izgrađen samo jedan. Muzej je svečano otvoren u svibnju 2010. Iste godine MAXXI je dobio prestižnu „Stirlingovu nagradu za arhitekturu” koju dodjeljuje Kraljevski institut britanskih arhitekata (Royal Institute of British Architect’s, RIBA). 
Betonska zgrada na tri kata površine 27.000 m², zauzima jedan blok i ima valovit izgled s puno zakrivljenih zidova i niz unutarnjih rampi. Zgrada je zapravo zamišljena kao kompozicija zavojitih cijevi koje se preklapaju i presijecaju poput komada masivne prometnice.
MAXXI se zapravo sastoji od dva muzeja, „MAXXI umjetnost” i „MAXXI arhitektura”, te auditorija, knjižnice i multimedijalne knjižnice, te prodavaonice knjiga, kafića, restorana i galerija za privremene izložbe, performanse i obrazovne aktivnosti. Veliki prostrani trg ispred muzeja je planiran kao pozornica za velika umjetnička djela i događanja.

## Vanjske poveznice
- MAXXI-eve službene stranice
- Slike iz New York Timesa